# أرسلان الدمشقي
الشيخ أرسلان الدمشقي صوفي سوري ومن مشاهير الدعاة الذين حضوا على قتال الصليبيين .

## أصله ونشأته
ولد الشيخ أرسلان الدمشقي أبو النجم بن يعقوب بن عبد الرحمن عام 470 هجرية في قلعة جعبر قرب مدينة الرقة السورية، واشتهر باسم الشيخ أرسلان، كما اشتهر باسم الشيخ رسلان التركماني.
كان أبوه من الأجناد المقاتلين ضد الفرنجة، حيث كانت جعبر من الثغور المقاومة للفرنجة، جاء إلى دمشق، وعلى الرغم من توفر المال والمنصب لدى أبيه اهتم بالكسب الحلال وكان يعمل نجاراً، فلم يقبل أن يكون في أرزاقه شيء من صدقات الناس أو من خزانة الدولة، وكان يقسم أجرته أثلاثاً، الثلث للنفقة على نفسه، والثلث للكسوة، والثلث للصدقة.
ولم يعرف عن الشيخ أرسلان في بداية حياته مشاركة في الحياة العامة واكتفى بالنشاط الصوفي، فكان يتعبد أولاً في مسجد صغير داخل باب توما في دمشق وقد حفر فيه بئراً بيده، وكان بيته طبقة صغيرة وإلى جانبها دكان حياكة، وقد صحب أبا عامر المؤدب وتتلمذ عليه في الزهد والتصوف.
وخلال توسعة قام بها نور الدين زنكي ملك دمشق للمسجد انتقل الشيخ أرسلان إلى باب توما ، وهناك اتخذ لنفسه زاوية ورباطاً عند الخيمة التي نصبها خالد بن الوليد يوم فتح الشام (فتح دمشق)، ولا شك أنه بذلك كان يحدد تماماً رسالته في التربية والجهاد، وقد ظل إلى وفاته في هذه الزاوية التي عرفت باسمه فيما بعد.
كانت بلاد الشام في نهاية القرن السادس الهجري تشهد ظروفاً بالغة التعقيد فقد وصل الصليبيون إلى المنطقة وأسسوا عدداً من الممالك واستولوا على فلسطين ولم يردهم عن دمشق إلا صلح ذليل عقدوه مع والي دمشق معين الدين أنر، واشترط فيه أن تكون للصليبيين حامية مراقبة على أبواب دمشق، ولما تولى نور الدين الشهيد أمر دمشق قرر مواجهة الفرنجة وطرد الحامية الفرنجية من مدخل دمشق .

## دوره في مقاومة الصليبيين
كان الدور الأهم الذي قام به الشيخ أرسلان هو تأسيس مقاومة شعبية حقيقية ضد الفرنجة، فمع أنه لم يدخل في خدمة السلطان نور الدين ولم ينتسب لجيش الدولة إلا أنه أسس في رباطه في مسجده عند سور دمشق الشرقي خلايا مقاومة على نهج السلف، فكانوا رهبان الليل وفرسان النهار، وكانوا يطوفون لحماية المدينة من هجمات الصليبيين، ثم يعودون إلى شيخهم في زاويته حيث كان يبث فيهم روح الفداء والشهادة، ويمنحهم مواجد العرفان والشوق للقاء الله والجنة.
وكان الشيخ يعلمهم في الرباط المبارزة وفنون القتال حتى لقب الشيخ بإمام السالكين وشيخ المجاهدين وحتى الآن يردد أهل الشام في أرجوزاتهم «شيخ رسلان يا شيخ رسلان، يا حامي البر والشام».
وممن روى كراماته وعجائبه العماد الأصفهاني في كتابه شذرات الذهب، أما الشيخ عبد الوهاب الشعراني صاحب الطبقات الكبرى فقد ذكر من عجائبه أنه كان إذا استمع إلى إنشاد في مجلس من المجالس، يثب في الهواء ويحوم فيه، وأنه إذا جلس إلى شجرة يابسة أخضرت وأثمرت، وتقول العامة إن طيوراً خضراً لا تبارح قبره منذ دفن فيه، ويروي العامة في كل جيل أن الشيخ أرسلان يقوم بحماية الشام من الأعداء المغيرين عليها، ونسجت مئات الحكايا عن قدراته الخارقة أيام الاحتلال الفرنسي الأمر الذي جعل الثوار يذكرونه دوماً في معرض نشاطهم في المقاومة والثورة كملهمٍ روحي للثوار.
وعلى الرغم من دوره الجهادي فإنه لم ينقطع عن نشاطه في العلم والتصنيف، ونشرت كتبه وانتفع بها الناس، وشرحها أكابر العلماء، واشتهر الشيخ بأنه من أكابر مشايخ الشام في الزهد والتقى، وله رسالة مشهورة في التصوف والزهد شرحها شيخ الإسلام القاضي زكريا الأنصاري الشافعي، والعلامة شهاب الدين الطيبي، والشيخ علاء الدين بن صدفة، والشيخ عبد الغني النابلسي.
واشتهر عن الشيخ كلام رقيق في الحكمة والمعرفة، ومن روائع كلامه:
- الحسد مفتاح كل شر، والغضب يقيمك على أقدام الذل والاعتذار، والكريم من احتمل الأذى ولم يشك عند البلوى.
- العابد ما له سكون، والزاهد ما له رغبة، والعارف ما له حول ولا قوة ولا اختيار ولا ارادة ولا حركة ولا سكون.
- إذا عرفته كانت أنفاسك به وحركاتك له، وإذا جهلته كانت حركاتك لك.
- الموجود ما له وجود.
- إذا استأنست به استوحشت منك.
- من اشتغل بنا له أعميناه، ومن اشتغل بنا لنا بصرناه.
- إذا سلمت إليه قربك، وإذا نازعته أبعدك.
- إن تقربت إليه قربك، وان تقربت إليه بك أبعدك.
- إن طلبته له وكلك، وان طلبته لك كلفك.
- قربك خروجك عنك، وبعدك وقوفك معك.
- إن عرفته سكنت وإن جهلته تحركت، فالمراد أن يكون ولا تكون.
- كلما اجتنبت هواك قوي ايمانك، وكلما اجتنبت ذاتك قوي توحيدك.
- الخلق حجاب، وأنت حجاب، والحق ليس بمحجوب ومحتجب عنك بك، وأنت محجوب عنك بهم، فانفصل عنك تشهده.

وقد مدحه الشيخ عبد الغني النابلسي بقوله:
رزق الشيخ بولدين الأكبر واسمه (فياد) والآخر (فيد) وهذا توفي ولم ينجب، أما فياد فقد أنجب وله سلالة اليوم في الأردن من آل الحنيطي وآل حديد وآل الزيّرة.
عاش الشيخ أرسلان نحو خمسة وتسعين عاماً لم يتغير فيها حماسه للجهاد ضد الفرنجة، وتأكيده على دور الشباب في المقاومة والجهاد، ولم يفارق زاويته التي نصبها عند خيمة خالد بن الوليد حتى لقي الله في عام 541 هجرية بعد تحرر دمشق من الصليبيين وظلت زاويته على أسوار مدينة دمشق رباطاً للشباب الذاكرين المجاهدين حتى تم تحرير القدس على يد صلاح الدين الأيوبي بعد وفاة الشيخ أرسلان باثنين وعشرين عاماً.